# Turbina Francis

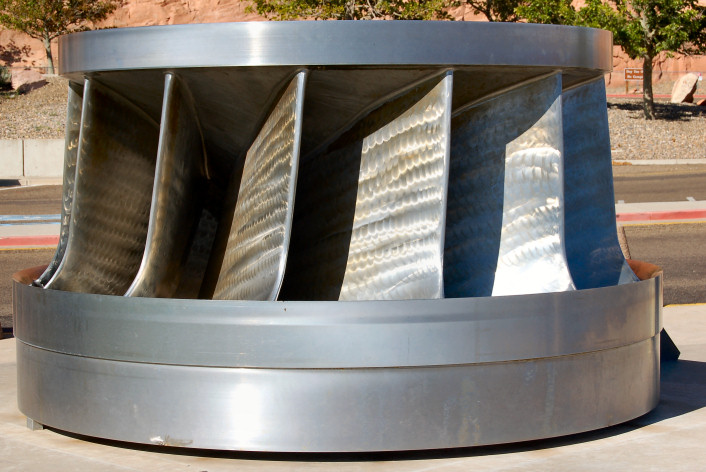
Rodet d'una turbina Francis.

La turbina Francis va ser desenvolupada per James B. Francis. Es tracta d'una turbina de reacció de flux intern que combina conceptes tant de flux radial com de flux axial.
La turbina Francis és el que s'anomena una turbina "de reacció", ja que l'element impulsor (normalment aigua) s'aplica a través d'ella, i és la mateixa circulació de l'element impulsor allò que la fa moure. És una de les tres principals famílies de turbines (Pelton, Francis i Kaplan).
Consta d'una part fixa, amb unes guies corbades anomenades deflectors (o distribuïdor), i d'una part mòbil amb àleps, també corbats, anomenada rotor. La inclinació dels deflectors es pot regular per ajustar el cabal aplicat als àleps, regulant així la velocitat de la turbina.
És un tipus de turbina molt apropiat per salts mitjans-alts amb cabals mitjans, essent capaces de produir potències elevadíssimes.